# イプシロンレトロウイルス属
イプシロンレトロウイルス属（イプシロンレトロウイルスぞく、Epsilonretrovirus）は、レトロウイルス科の一属である。

## 分類
この属には以下の種が含まれる。学名の後ろにその種の典型的なウイルスが続く。
- Epsilonretrovirus waldersar, ウォールアイ皮膚肉腫ウイルス
- Epsilonretrovirus walepihyp1, ウォールアイ表皮過形成ウイルス1型
- Epsilonretrovirus walepihyp2, ウォールアイ表皮過形成ウイルス2型